# Pristan
Pristan är en naturlig mättad terpenoid alkan som huvudsakligen får från hajleverolja, från vilken det fått sitt namn (latin pristis, "haj"). Den finns också i magoljan hos stormfåglar och andra fåglar i ordningen Procellariiformes, i mineralolja och vissa födoämnen.
Det är en genomskinlig oljig vätska som är oblandbar med vatten, men löslig i dietyleter, bensen, kloroform och koltetraklorid.
Pristan ger autoimmuna reaktioner hos gnagare. Det används inom forskning för att förstå patogenesen hos ledgångsreumatismens och systemisk lupus erythematosus.
Det används som smörjmedel, transformatorolja, immunologisk adjuvant, antikorrosionsmedel, biomarkör, med mera.
Biosyntetiskt är pristan ett derivat av fytol (som fås till exempel vid nedbrytning av klorofyll eller tokoferol) genom oxidation av detta till fytensyra och efterföljande dekarboxylering till fyten.I anaerob miljö gynnas i stället bildning av fytan och kvoten mellan de två ämnena ger information om bildningförhållandena för petroleum.